# Adolf Hägin
Adolf Hägin (* 1904 in Merchingen/Baden; † 1974 in Trier) war ein Trierer Fabrikant, Geschäftsmann, „Arisierungsgewinnler“ und brasilianischer Wahlkonsul.

## Geschäftlicher Aufstieg unter den Nationalsozialisten
Das Trierer Einheitspreisgeschäft ERWEGE Kaufhaus Porta (Frank und Schloß), in der Fleischstraße 62 (heute Shopping-Mall Trier Galerie), gelangte 1935 per „Arisierung“ in Hägins Eigentum. Die bisherige Frank und Schloß GmbH wurde umgehend als Adolf Hägin GmbH weitergeführt. Ebenfalls per Arisierung erwarb Hägin 1938/1939 ein weiteres Kaufhaus in Flensburg (unter der Adresse Holm 41). Die beiden vormaligen, jüdischen Inhaber des Trierer Kaufhauses Porta, Dr. jur. Kurt C. Frank (wohnhaft Wiesbaden) und Hugo Schloß (Krefeld), hatten das Geschäft erst seit November 1933 betrieben. Während sich Schloß’ Spur später verlor, überlebte Frank Krieg und Verfolgung mittellos in London. Anschließend musste er 13 Jahre lang mit der Bundesrepublik Deutschland um eine Entschädigung prozessieren.

## Ungebrochener Werdegang nach 1945
Hägins Vergangenheit als Arisierungsgewinnler wurde, geradezu zeittypisch, in der Nachkriegsära ignoriert und verschwiegen. Stattdessen genoss der Protestant im katholisch geprägten Trier bis zu seinem Tod hohes Ansehen und zählte zu den einflussreichsten Honoratioren der Stadt.
Das Trierer Kaufhaus Porta firmierte bald als Kaufhaus Hägin und zog in die Simeonstraße. 1961 kam das Gebäude an den Kölner Konzern Kaufhof und wurde 1964 abgerissen. Dort eröffnete 1965 ein Kaufhof-Neubau. Das 1935 arisierte Grundstück in der Fleischstraße 62 wurde unterdessen an das katholische Bistum Trier veräußert, das an dieser Stelle in den 1950er Jahren die Paulinus Druckerei und Paulinus Fachbuchhandlung errichtete.
Neben seinen Kaufhäusern in Trier und Flensburg betrieb er weitere Einzelhandelsgeschäfte in Idar-Oberstein und Homburg, Letztere unter dem Hägin-Namen noch bis 1995 (davor Kaufhaus Lachner, heute Kaufhaus Brinkmann). Ferner gehörten die Adolf Hägin & Co. Grundstücks-Gesellschaft mbH sowie ein Ansichtskartenverlag, die Adolf Hägin & Co. KG, zu seinem Portfolio.
In seiner Hand vereinigte er außerdem mehrere Ämter: So war er stellvertretender Aufsichtsratsvorsitzender der Kaufring eGmbH und Präsidialmitglied der Bundesarbeitsgemeinschaft der Mittel- und Großbetriebe des Einzelhandels, zeitweiliger Präsident von Eintracht Trier sowie Vorstandsmitglied des Roten Kreuzes.

## Ehrungen
- Karnevalsprinz der Stadt Trier, Saison 1938/1939 („Prinz Adolf von Häginien“)[10][11]
- Mit Eröffnung des Konsulats von Brasilien in Trier, Anfang 1965, wurde Hägin brasilianischer Wahlkonsul.[12]
- Im Juli 1970 erhielt er das Bundesverdienstkreuzes 1. Klasse.

## „Villa Hägin“ und „Hägin-Kurve“
Das oberhalb von Trier-Pallien gelegene und 1923/24 errichtete Haus Kestenberg war von 1954 bis 1979 Wohnsitz der Familie Hägin. Landläufig heißt das Anwesen seither auch „Villa Hägin“. Vor ihrem Umzug hatte die Familie Hägin an der Südallee residiert. Der eigentliche Name des Anwesens rührt von dem Flurnamen Auf dem Kestenberg (Kastanienberg, siehe Edelkastanie). Vor dem Zweiten Weltkrieg hatte das Areal dem ehemaligen IHK-Präsidenten Oliver Jaeger (1875–1939) gehört, 1944/45 diente es als sog. Hauptverbandsplatz, bis 1954 dann als Kindererholungsheim.
Analog wurde der auf der Höhe der Grundstückszufahrt (Am Kestenberg 1) gelegene Abschnitt der Bundesstraße 51 (Bitburger Straße) in Unfallberichten der Polizei als „Hägin-Kurve“ bezeichnet. Unbeeinflusst davon, dass sich das Areal ab 1979 rund 40 Jahre lang in der Hand derselben neuen Eigentümer befand, der Stuttgarter Familie Bour.